# Cadre-47/2-Europameisterschaft 1964

Logo CEB (ausrichtender Verband)

Veranstaltungsort: Bilbao

Die Cadre-47/2-Europameisterschaft 1964 war das 26. Turnier in dieser Disziplin des Karambolagebillards und fand vom 18. bis zum 22. März 1964 in Bilbao, im spanischen Baskenland statt. Es war die fünfte Cadre-47/2-Europameisterschaft in Spanien.

## Geschichte
Der Niederländer Henk Scholte gewann überlegen die Europameisterschaft in Bilbao. Sein Generaldurchschnitt (GD) von 65,30 war ein neuer Europarekord. Direkt vergleichbar mit dem alten Rekord von Emile Wafflard ist er aber nicht. In Bilbao wurde mit Kuststoffbällen und 1958 in Gent mit Elfenbeinbällen gespielt. Zweiter wurde der Titelverteidiger Tini Wijnen. Der erstmals an einer 47/2-EM teilnehmende Antoine Schrauwen wurde Dritter vor Clement van Hassel, der bereits 1948 Europameister war. Nicht ganz zufrieden war Siegfried Spielmann mit seiner Platzierung.

## Turniermodus
Hier wurde im Round Robin System bis 400 Punkte gespielt. Es wurde mit Nachstoß gespielt. Damit waren Unentschieden möglich.
Bei MP-Gleichstand (außer bei Punktgleichstand beim Sieger) wird in folgender Reihenfolge gewertet:
1. MP = Matchpunkte
2. GD = Generaldurchschnitt
3. HS = Höchstserie

## Abschlusstabelle
| MP    | Match Points (Sieger = 2; Unentschieden = 1; Verlierer = 0) |
| Pkte. | Erzielte Karambolagen                                       |
| Aufn. | Benötigte Versuche                                          |
| GD    | Generaldurchschnitt                                         |
| BED   | Bester Einzeldurchschnitt eines Spielers                    |
| HS    | Höchstserie                                                 |
|       | Bester GD des Turniers                                      |
|       | Bester ED des Turniers                                      |
|       | Beste HS des Turniers                                       |
|       | 1. Platz (Gold)                                             |
|       | 2. Platz (Silber)                                           |
|       | 3. Platz (Bronze)                                           |

| Platz                      | Name                | MP   | Pkte. | Aufn. | GD    | BED    | HS  |
| -------------------------- | ------------------- | ---- | ----- | ----- | ----- | ------ | --- |
| 1                          | Henk Scholte        | 16:0 | 3200  | 49    | 65,30 | 133,33 | 345 |
| 2                          | Tini Wijnen         | 10:6 | 2799  | 69    | 40,56 | 100,00 | 333 |
| 3                          | Antoine Schrauwen   | 10:6 | 2914  | 96    | 30,35 | 66,66  | 196 |
| 4                          | Clement van Hassel  | 9:7  | 2607  | 111   | 23,48 | 44,44  | 177 |
| 5                          | Ramon Aguilera      | 9:7  | 2310  | 100   | 23,10 | 44,44  | 212 |
| 6                          | Siegfried Spielmann | 8:8  | 2152  | 96    | 22,41 | 80,00  | 248 |
| 7                          | José Gálvez         | 6:10 | 2309  | 67    | 34,46 | 57,14  | 256 |
| 8                          | André Burgener      | 4:12 | 1829  | 119   | 15,36 | 16,66  | 144 |
| 9                          | Henri Hibon         | 0:16 | 1492  | 101   | 14,77 | –      | 111 |
| Turnierdurchschnitt: 26,74 |                     |      |       |       |       |        |     |